# Зубенко, Николай Георгиевич
Николай Георгиевич Зубенко (18 февраля 1936, Измаил — 25 июня 2015, Измаил, Одесская область) — бригадир-стивидор портово-перегрузочного комплекса № 2 Измаильского порта.

## Биография
Родился в городе Измаил Одесской области. Украинец. В 1952 году Херсонский учебно-курсовой комбинат. Работал бульдозеристом на строительстве Северо-Крымского и Нижне-Ингулецкого каналов. С ноября 1953 по октябрь 1955 года трудился на сооружении оросительного канала в Херсонской области.
В 1955—1958 годах проходил службу в армии.
В 1958—1960 годах работал рабочим очистного забоя на шахте в Ворошиловграде, в 1960—1961 годах — трактористом в леспромхозе в Архангельской области.
С ноября 1961 года трудился на морском транспорте. Работал крановщиком на погрузочно-разгрузочных операциях в порту Измаил. С 1975 года — докер-механизатор и бригадир первой в порту укрупнённой комплексной бригады. Большое внимание уделял совершенствованию технологии и организации труда, повышению профессионального мастерства членов бригады. Сам освоил перегрузочную технику разных видов.
В 1980 году выступил с инициативой организации первой в Дунайском бассейне хозрасчётной укрупнённой комплексной бригады в составе около 240 докеров-механизаторов. Бригада специализировалась на перегрузке крупнотоннажных контейнеров, колесной техники, металла и навалочных грузов. Создание хозрасчётной укрупнённой комплексной бригады принесло немалый эффект. В 1981—1984 годах экономия стояночного времени судов возросла на 33,6 %, вагонов — в 2 раза. За этот же период было переработано сверх плана 438 000 тонн грузов.
В январе 1986 года бригада перешла на «таллинский метод» работы, который заключается в совмещении профессий звеньевого и стивидора. Сам Зубенко до выхода на пенсию был бригадиром-стивидором портово-перегрузочного комплекса № 2 Измаильского порта.
Жил в городе Измаил Одесской области.

## Награды и звания
Награждён орденами Трудовой Славы 1-й, 2-й и 3-й степеней, медалями. Лауреат Государственной премии СССР.